# Desa Jombok (administrativ by i Indonesien, lat -7,48, long 112,37)
Desa Jombok är en administrativ by i Indonesien.   Den ligger i provinsen Jawa Timur, i den västra delen av landet, 600 km öster om huvudstaden Jakarta.